# Железничка станица Прокупље
Железничка станица  Прокупље налази се у Прокупљу и једна је у низу станица на релацији Ниш - Прокупље - Куршумлија - Мердаре. Коришћена је у периоду од 1925. до 2021. године, када су укинути сви поласци на овој прузи. Овом пругом саобраћали су путнички и теретни возови.
Станица има 4 колосека и 2 перона.

## Историјат
Железничка пруга Ниш - Дољевац - Прокупље - Куршумлија - Приштина, прво је завршена на деоници  Ниш-Прокупље у дужини од 40 км.
Први воз у Прокупље стигао је из Ниша, 27. децембра 1925. године.
Градња деонице пруге  на релацији Прокупље - Куршумлија започета је 1926. године.
Први воз из станице Прокупље ка Куршумлији кренуо је 6. јуна 1930. године.

## Галерија
- Железничка станица Прокупље
- Зграда железничке станице у Прокупљу
- Зграда железничке станице у Прокупљу и поглед на пероне
- Зграда железничке станице у Прокупљу - улаз